# Ceromya languidula
Ceromya languidula är en tvåvingeart som först beskrevs av Villeneuve 1913.  Ceromya languidula ingår i släktet Ceromya och familjen parasitflugor. Inga underarter finns listade i Catalogue of Life.